# San Giacomo (Cavriana)
San Giacomo è una frazione del comune di Cavriana, in provincia di Mantova.
Nel borgo è presente l'oratorio di San Giacomo, risalente al XVII secolo. Al suo interno spicca l'altare maggiore, opera del XVIII secolo in marmi policromi, trasferita nell'oratorio nel 1818 dalla chiesa di San Biagio di Cavriana, a seguito della demolizione di quest'ultima.